# Norrbottens gränsjägargrupp
Norrbottens gränsjägargrupp (G 67) var en svensk militärdistriktsgrupp inom Hemvärnet som verkade åren 2000–2004. Förbandsledningen var förlagd i Kalix garnison i Kalix.

## Historik
Inför försvarsbeslutet 2000 föreslog regeringen i sin propositionen för riksdagen, att den taktiska nivån bör reduceras genom att fördelnings- och försvarsområdesstaber samt marinkommandon och flygkommandon skulle avvecklas. Detta för att utforma ett armétaktiskt, marintaktiskt respektive flygtaktiskt kommando vilka skulle samlokaliseras med operationsledningen. Förslaget innebar att samtliga försvarsområdesstaber skulle avvecklas, vilket även inkluderade Norrbottens gränsjägare (Gj 67).
Därmed avvecklades försvars- och militärområdena den 30 juni 2000, och från och med den 1 juli 2000 organiserades i dess ställe militärdistrikt. De nya militärdistrikten motsvarade geografiskt sett de gamla militärområdena. Den stora skillnaden var att militärdistrikten var den lägsta nivån där chefen var territoriellt ansvarig. Inom militärdistrikten organiserades militärdistriktsgrupper, i regel en för varje län. I Norrbottens län organiserades den 1 juli 2000 tre militärdistriktsgrupper, Norrbottens gränsjägargrupp, Norrbottensgruppen, Lapplandsjägargruppen.
Inför försvarsbeslutet 2004 föreslog regeringen för riksdagen, efter förslag från Försvarsmakten, att reducera antalet militärdistriktsgrupper. Då det enligt Försvarsmakten skulle organiseras färre hemvärnsförband, men bättre utbildade och uppfyllda förband. Försvarsbeslutet innebar bland annat att Norrbottens gränsjägargrupp upplöstes den 31 december 2004 och dess verksamhet överfördes och uppgick den 1 januari 2005 i Lapplandsjägargruppen. De delar som inte överfördes, det vill säga förbandsledning med stab övergick den 1 januari 2005 till en avvecklingsorganisation, vilken upphörde den 30 juni 2005.

## Verksamhet
Chefen Norrbottens gränsjägargrupp var direkt underställd chefen Norra militärdistriktet både vad gällde produktionsledning av hemvärnsförbanden samt insatsledning i östra Norrbottens län. Norrbottens gränsjägargrupps uppgifter var att utbilda, organisera och administrera hemvärnsförbanden i östra delen av länet. Gruppen skulle vidare stödja frivilliga försvarsorganisationer samt vara beredd att leda insatser till stöd för samhället i övrigt.

## Heraldik och traditioner
Heraldik, fana och traditioner övertogs den 1 juli 2000 från Norrbottens gränsjägare. Den 19 december 2004 hölls en avvecklingsceremoni då riksdagen beslutade att gruppen skulle upplösas och avvecklas. Vid ceremonin överlämnas förbandsfanan till generalmajor Björn Anderson, chef för Norra militärdistriktet.
År 2004 instiftades Norrbottens gränsjägargrupps förtjänstmedalj i guld.
Den så kallade Gränsjägarbjörnen, förs sedan 2005 av 11. gränsjägarbataljonen, vilka vårdar traditionerna från Norrbottens gränsjägare samt Norrbottens gränsjägargrupp.

## Förläggningar och övningsplatser
Norrbottens gränsjägargrupp övertog den fastighet som Norrbottens gränsjägare var förlagda i vid Furuhedsvägen 3. Efter att Gränsjägargruppen upplöstes och avvecklades kom större delen av området att omvandlas till en företagsby.

## Förbandschefer
- 2000–2002: Överstelöjtnant Jouni Rajala
- 2002–2004: Överstelöjtnant Stig-Olof Skott
- 2005–2005: Överstelöjtnant Stig-Olof Skott [d]

## Namn, beteckning och förläggningsort
| Norrbottens gränsjägargrupp | 2000-07-01 | – | 2004-12-31 |
| Avvecklingsenhet Kalix      | 2005-01-01 | – | 2005-06-30 |

| G 67 | 2000-07-01 | – | 2005-06-30 |

| Kalix garnison (F) | 2000-07-01 | – | 2005-06-30 |

## Galleri

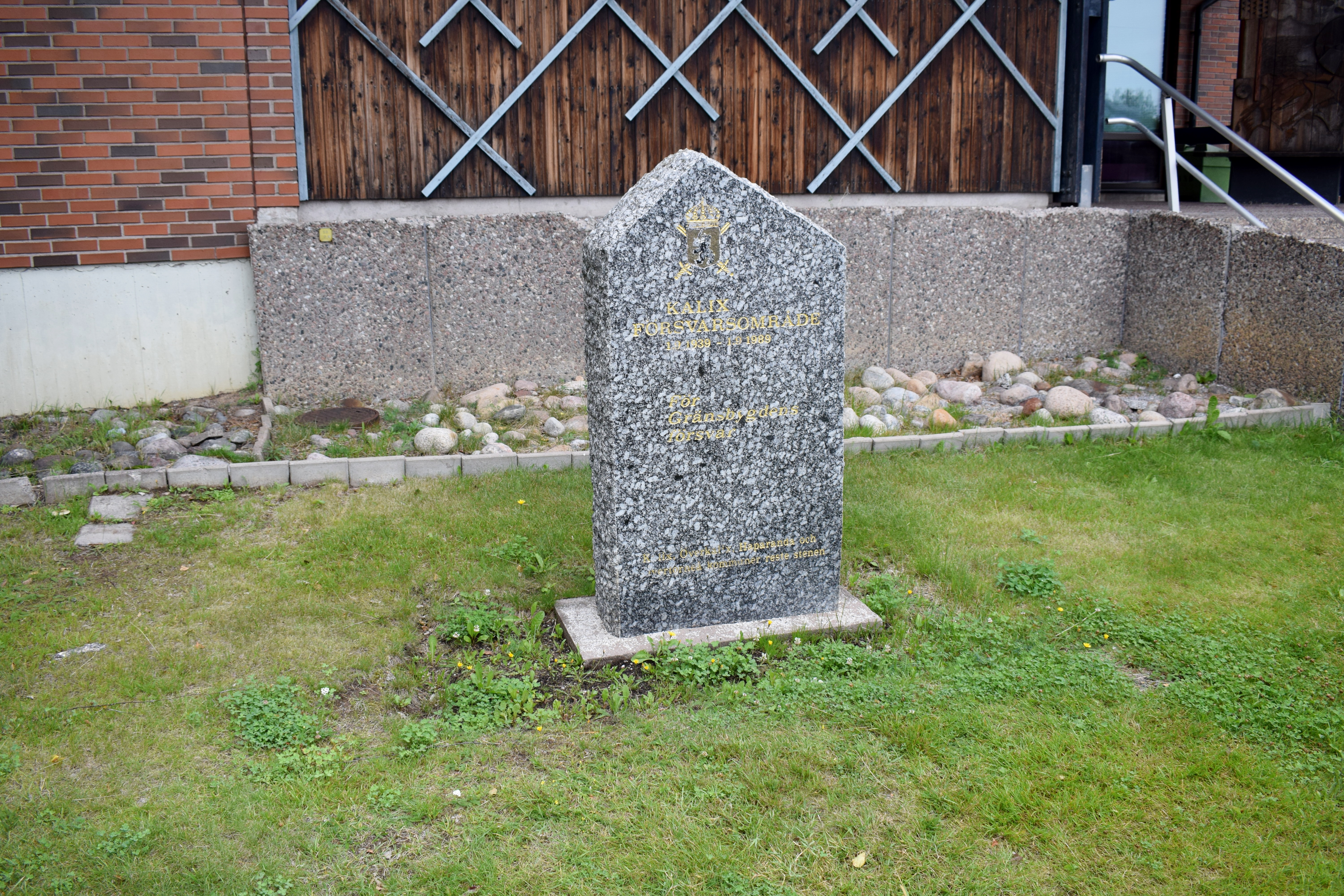
Minnessten över Kalix försvarsområde
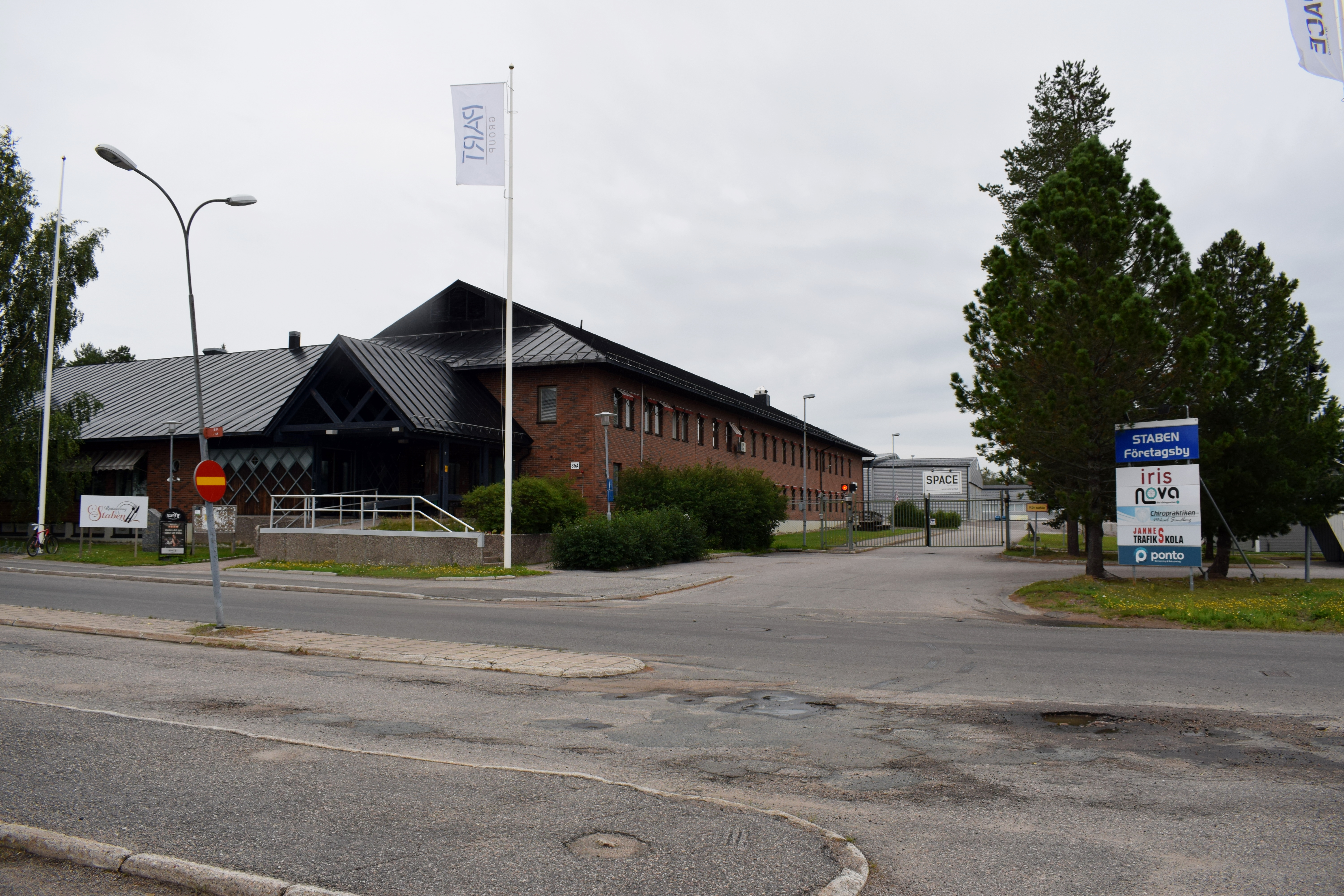
Före detta stabsbyggnad på Furuhedsvägen
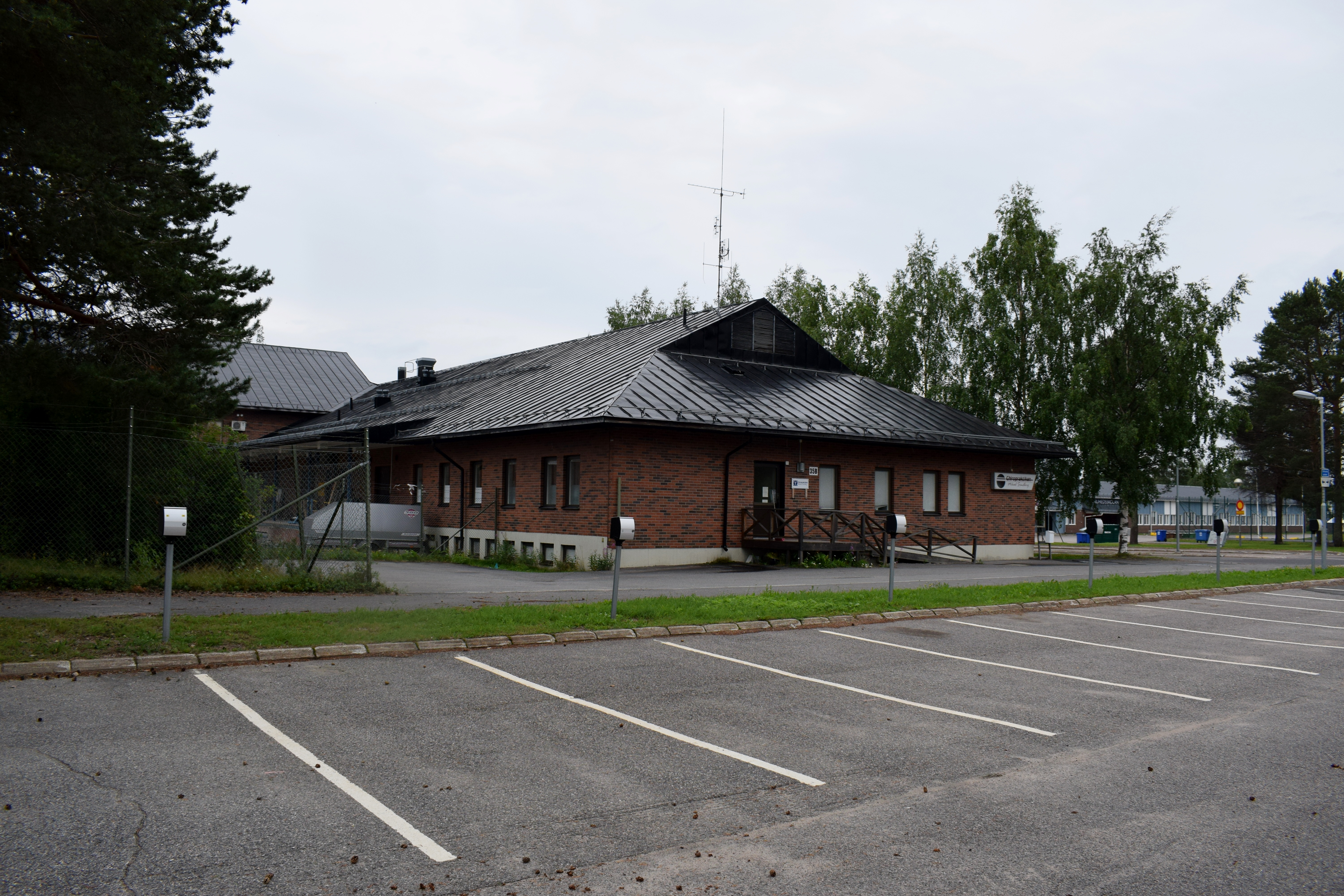
Före detta stabsbyggnad på Furuhedsvägen
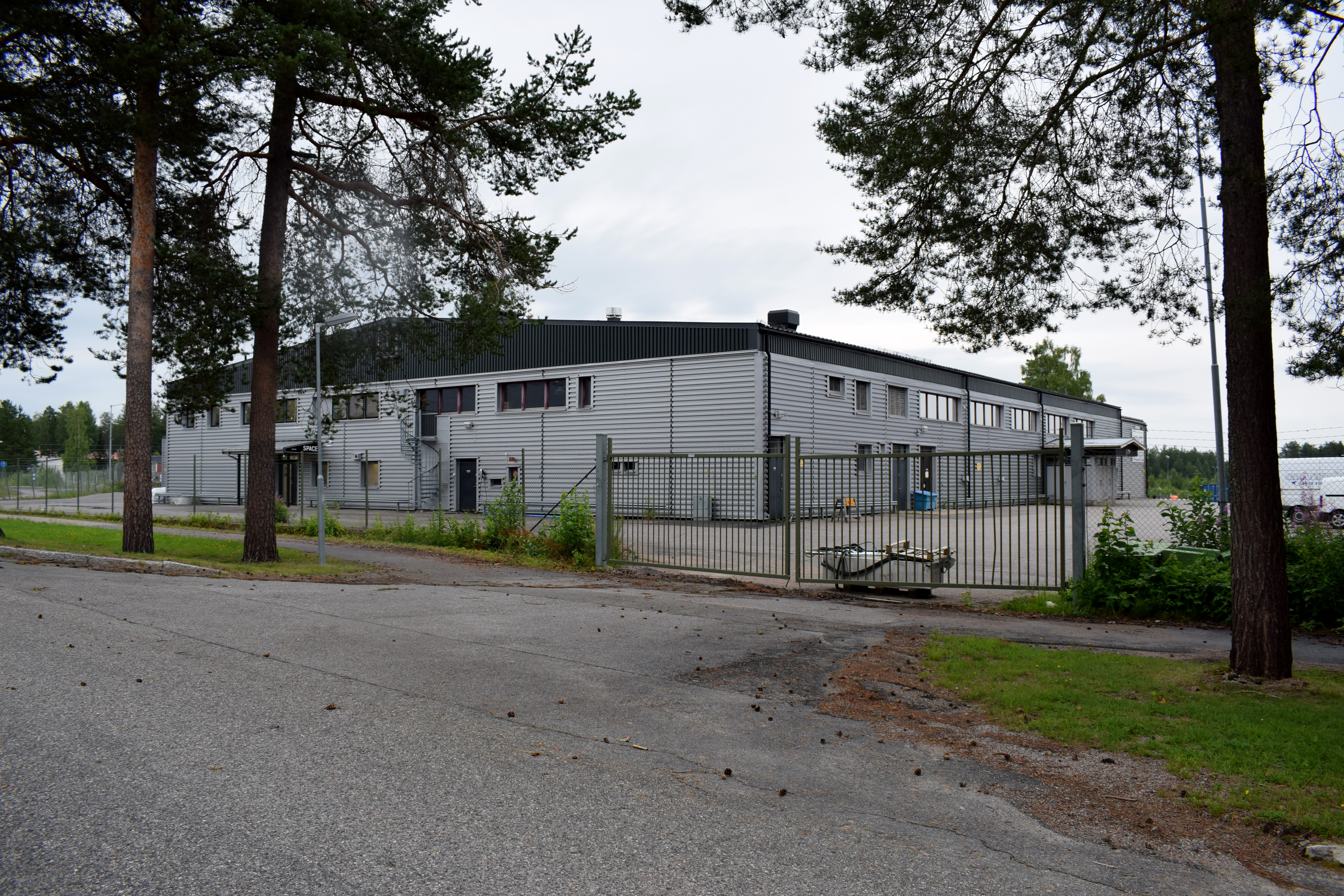
Före detta truppserviceförråd på Furuhedsvägen